# 井原警察署
井原警察署（いばらけいさつしょ）は、岡山県警察が管轄する警察署の一つである。

## 概要

### 所在地
- 岡山県井原市西江原町859番地1

### 管轄区域
- 井原市
- 小田郡矢掛町

## 沿革
- 1876年（明治9年）6月：井原に第三警察出張所巡査屯所を設置。
- 1893年（明治26年）6月：井原警察署として独立。
- 1948年（昭和23年）: 国家地方警察後月地区警察署に改称。
- 1954年（昭和29年）7月1日：岡山県井原警察署に改称。
- 2006年（平成18年）4月1日：矢掛警察署を統合。これに伴い、矢掛警察署の庁舎をそのまま利用した矢掛幹部派出所が設置された。
- 2016年（平成28年）6月12日：広島県福山北警察署と初めて同時間帯での交通検問を実施[1]。
- 2023年（令和5年）1月4日 - 矢掛幹部派出所を交通窓口機能などを省いた交番へ組織再編するととともに、矢掛駅前交番、東三成駐在所、下高末駐在所を統合し、矢掛交番を旧矢掛幹部派出所に設置する。[2]。

## 交番
- 荏原交番（井原市東江原町）

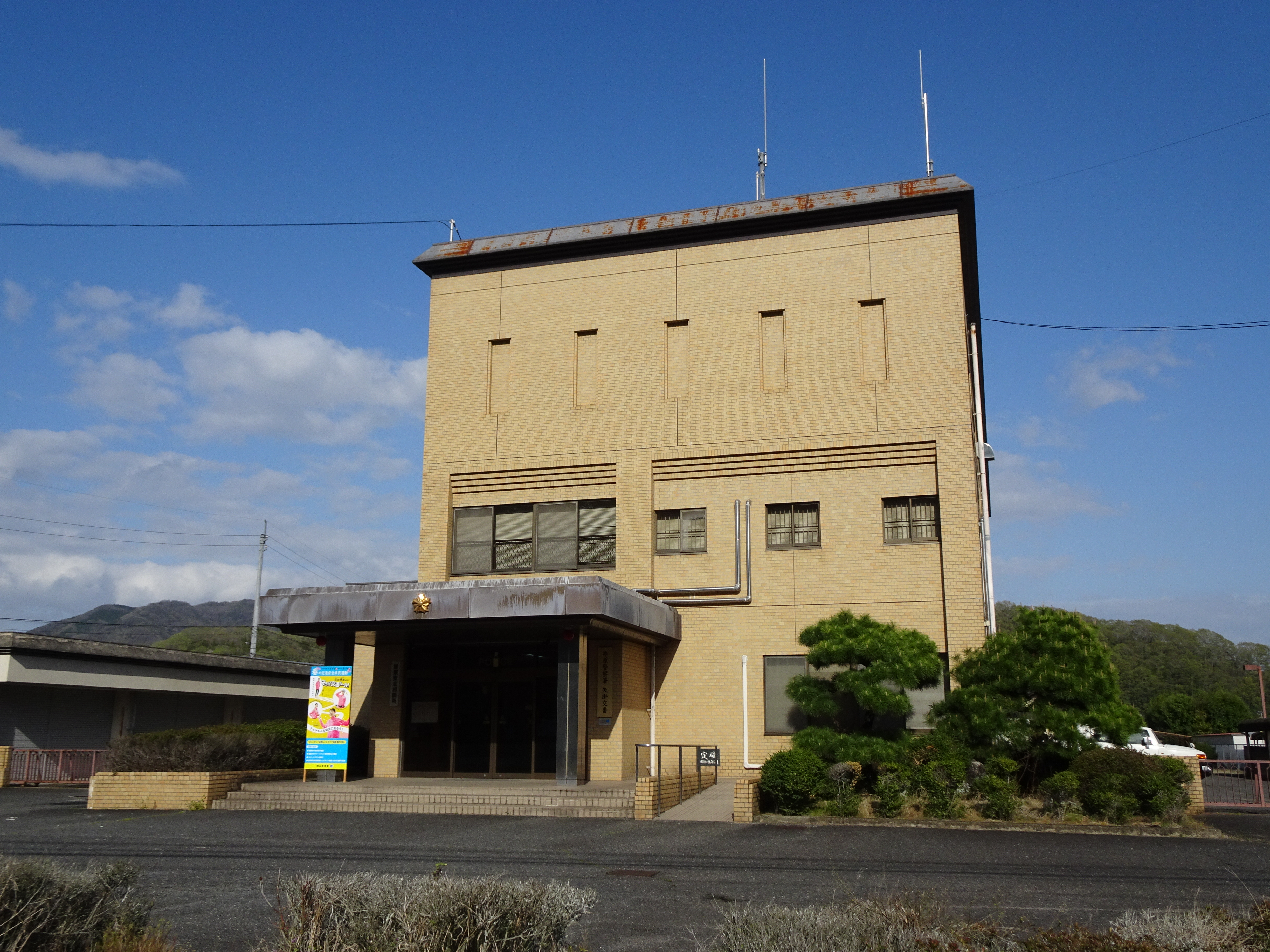
矢掛交番

  - 井原市のうち青野町、北山町、木之子町、神代町、西江原町、西方町、野上町、稗原町、東江原町、門田町
- 井原駅前交番（井原市七日市町）
  - 井原市のうち井原町、上出部町、上出部町四季が丘、笹賀町、笹賀町一丁目・二丁目、下出部町、下出部町一丁目・二丁目、七日市町
- 矢掛交番（小田郡矢掛町里山田）
  - 小田郡矢掛町のうち矢掛、小林、里山田、南山田、中、東三成、横谷、上高末、下高末、宇角、内田

## 駐在所
- 高屋駐在所（井原市高屋町三丁目）
  - 井原市のうち高屋町、高屋町一丁目 - 五丁目
- 下稲木駐在所（井原市下稲木町）
  - 井原市のうち岩倉町、大江町、上稲木町、下稲木町
- 与井駐在所（井原市芳井町与井）
  - 井原市のうち芳井町宇戸川、芳井町片塚、芳井町梶江、芳井町種、芳井町天神山、芳井町花滝、芳井町簗瀬、芳井町与井、芳井町吉井
- 上鴫駐在所（井原市芳井町上鴫）
  - 井原市のうち芳井町池谷、芳井町井山、芳井町上鴫、芳井町川相、芳井町佐屋、芳井町下鴫、芳井町西三原、芳井町東三原、芳井町山村
- 三山駐在所（井原市美星町三山）
  - 井原市のうち美星町宇戸、美星町烏頭、美星町宇戸谷、美星町大倉、美星町上高末、美星町黒木、美星町西水砂、美星町東水砂、美星町三山
- 八日市駐在所（井原市美星町黒忠）
  - 井原市のうち美星町黒忠、美星町星田、美星町明治
- 小田駐在所（小田郡矢掛町小田）
  - 小田郡矢掛町のうち小田
- 本堀駐在所（小田郡矢掛町本堀）
  - 小田郡矢掛町のうち浅海、宇内、江良、西川面、東川面、本堀